# Duke Nukem (videogioco)
Duke Nukem (o anche Duke Nukum) è un videogioco a piattaforme sviluppato dalla Apogee Software (oggi nota come 3D Realms) per MS-DOS.
Il suo primo seguito, Duke Nukem II, è stato pubblicato due anni più tardi; entrambi sono stati inclusi nel CD-ROM di Duke Nukem 3D.
Il gioco è stato pubblicato il 1º luglio del 1991.

## Controversia sul nome
Nella prima versione del gioco, la 1.0, il protagonista si chiama Duke Nukem. Tuttavia, poco prima del rilascio della versione 2.0, la Apogee Software venne a sapere dell'esistenza di un personaggio della serie animata Capitan Planet e i Planeteers con lo stesso nome.
Per evitare azioni legali, la Apogee quindi decise di modificarlo in Duke Nukum. Durante la lavorazione del seguito, la software house scoprì che il nome non era stato registrato, (e quindi non protetto da copyright) e quindi venne ripristinato il nome precedente.

## Trama
Ambientato nell'anno 1997, vede il protagonista Duke Nukem scontrarsi con l'armata di Techbots del Dr. Proton.
Il primo episodio, Shrapnel City, si svolge in una semidistrutta Los Angeles; nel secondo, Mission: Moonbase, Duke segue il Dr. Proton nella sua base lunare segreta. Infine, nel terzo e ultimo episodio, Trapped in the Future!, il malvagio scienziato riesce a scappare nel futuro: Duke lo seguirà attraverso il tempo, per terminare una volta per tutte le sue malefatte.

## Episodi
Il gioco si articola, come in precedenza accennato, in tre diversi episodi:
- Shrapnel City
- Mission: Moonbase
- Trapped in the Future!

dei quali il primo venne pubblicato in versione shareware. Tuttavia ogni episodio costituisce un programma a sé, per cui una volta terminato, sarà necessario eseguire un programma diverso, corrispondente all'episodio che si vuole giocare.

## Modalità di gioco
Scopo del gioco è quello di trovare l'uscita di ogni livello, uccidendo i nemici, raccogliendo chiavi e bonus che aumentano il punteggio o ripristinano la vita. Similarmente alla serie Turrican, in Duke Nukem i livelli sono vasti e liberamente esplorabili, sia orizzontalmente che verticalmente, ricchi di segreti e di oggetti che possono essere distrutti, vero e proprio elemento cardine della serie. La particolare struttura dei livelli rendeva il gioco, per gli standard dell'epoca, veloce e frenetico.

## Grafica
Il gioco richiedeva una scheda video EGA a 16 colori.
Alcuni elementi grafici del gioco sono stati ripresi dalle versioni MS-DOS di Mega Man e di Turrican.